# Жемчужненська сільська рада
| Жемчужненська сільська рада — орган місцевого самоврядування у Юр'ївському районі Дніпропетровської області з адміністративним центром в селі Жемчужне. Жемчужненська сільська рада розташована в південній частині Юр'ївського району Дніпропетровської області, за 7 км від районного центру, вздовж річки Мала Тернівка. Сільській раді підпорядковані населені пункти: - c. Жемчужне - с. Варламівка - с. Василівка - с. Затишне - с. Катеринівка - с. Кіндратівка |

## Склад ради
Рада складається з 16 депутатів та голови.

## Керівний склад сільської ради
| ПІБ                   | Основні відомості                                                                         | Дата обрання | Дата звільнення |
| --------------------- | ----------------------------------------------------------------------------------------- | ------------ | --------------- |
| Бубир Галина Іванівна | Сільський голова, 1951 року народження, освіта, член Всеукраїнського об'єднання «Громада» | 26.03.2006   | 31.10.2010      |
| Бубир Галина Іванівна | Сільський голова, 1951 року народження, освіта вища, член Партії регіонів                 | 31.10.2010   |                 |

Примітка: таблиця складена за даними джерела

## Соціальна сфера
На території сільської ради знаходяться такі об'єкти соціальної сфери:
- Жемчужненська школа;
- Жемчужненський дошкільний навчальний заклад;
- Жемчужненський фельдшерсько-акушерський пункт;
- Кіндратівський фельдшерсько-акушерський пункт;
- Жемчужненський клуб;
- Жемчужненська сільська бібліотека.